# Pretty Empowered
Pretty Empowered es un equipo femenino de lucha libre profesional de la National Wrestling Alliance (NWA) formado por Ella Envy y las hermanas Kenzie Paige y Kylie Paige. Con Envy siendo 3 veces Campeonas Mundiales Femeninas en Parejas de la NWA.

## Historia
El 20 de marzo de 2022, en la Crockett Cup, Ella Envy y Kezie Paige, bajo el nombre de Pretty Empowered, debutaron juntas en la NWA, perdiendo ante las campeonas mundiales femeninas, Allysin Kay y Marti Belle. con el equipo  The Hex. Fue el 11 de junio de 2022, en Alwayz Ready, cuando las derrotaron ganando así los  Campeonatos Mundiales Femeninos en Parejas de la NWA.. Esto las llevaría a una revancha contra The Hex en la segunda noche del NWA 74th Anniversary Show donde defendieron con éxito el título en una Kingshighway Street Fight. Asimismo Kenzie Paige cambiaría a Heel junto con Ella Envy.
El 27 de septiembre, en Pretty Empowered Surge en el que fueron anfitrionas, Envy y Paige presentaron a Roxy como su tercer miembro de Pretty Empowered. El 24 de diciembre de 2022, en NWA Christmas Special, Envy y Paige derrotaron a las Renegade Twins que habían hecho su debut en NWA.
En el episodio del 7 de febrero de 2023 de NWA Powerrr, Envy y Roxy perdieron contra The Renegade Twins, lo que les valió a estas últimas una oportunidad por el título en Nuff Said. El 11 de febrero, en Nuff Said, Envy y Paige perdieron su combate por el NWA World Women's Tag Team Championship ante las Renegade Twins por pinfall, pero en el episodio del 21 de febrero de NWA Hard Times, Pretty Empowered, conocidas en ese combate como Pretty Empowered 2.0, recuperaron los títulos ante las Renegade Twins, perdiendo más tarde de nuevo los títulos ante Madi Wrenkowski y Missa Kate.
En NWA 312, Envy & Roxy se enfrentaron a Madi & Missa Kate por los Campeonatos Mundiales Femeninos en Parejas de la NWA, sin embargo perdieron. En la noche 1 de Crockett Cup, fueron derrotadas por Ruthie Jay, Samantha Starr & M95 (Madi & Missa Kate) en un Hardcore Team War. En el episodio de Powerrr emitido el 11 de julio, Envy, Kylie & Roxy junto a Natalia Markova derrotaron por Kamille, Ruthie Jay & M95 (Madi & Missa Kate). En el episodio de Powerrr emitido el 24 de octubre, Kenzie, Envy & Kylie derrotaron a Samantha Starr, Ruthie Jay & The WOAD.
Ya en 2024, en el episodio de NWA Powerrr emitido el 9 de enero, Kenzie le aplicó una «Kenzie Cutter» a Missa Kate, ayudando a Kylie a retener los Campeonatos Mundiales Femeninos en Parejas de NWA y después del combate, Kenzie derrotó a Miss Starr reteniendo el Campeonato Mundial Femenino de NWA.
En el episodio especial de Power llamado "Paranoia" celebrado el 13 de enero y emitido el 27 de febrero, Envy & Kylie fueron derrotadas por The King Bees (Charity King & Danni Bee) perdiendo los Campeonatos Mundiales Femeninos en Parejas de NWA terminando con un reinado de 139 días. La siguiente semana en el episodio de Powerrr emitido el 5 de marzo, exigieron una revancha por los Títulos Femeninos en Parejas en Hard Times 4.

## Miembras
| * | Miembra fundador (s) |
| L | Líder                |

### Actuales
| Miembra          | Unida                |
| ---------------- | -------------------- |
| Kenzie Paige (L) | 20 de marzo de 2022* |
| Ella Envy        | 20 de marzo de 2022* |
| Kylie Paige      | 30 de mayo de 2022   |

### Ex-miembras
| Miembra | Unida                    | Dejado                | Razón                                                          |
| ------- | ------------------------ | --------------------- | -------------------------------------------------------------- |
| Roxy    | 27 de septiembre de 2022 | 24 de octubre de 2023 | Roxy fue expulsada del grupo tras perder sus Pretty Privileges |

## Campeonatos y logros
- National Wrestling Alliance
  - NWA World Women's Championship (1 vez) - Kenzie
  - NWA World Women's Television Championship (1 vez inaugural) - Kenzie[24]
  - NWA World Women's Tag Team Championship (3 veces) - Envy & Kenzie (1), Envy & Roxy (1) y Envy & Kylie (1).
  - Burke Invitational Gauntlet (2023) - Kenzie.[25]
- New South Pro Wrestling
  - New South Tag Team Championship (1 vez) - Envy & Paige
- Pro Wrestling Illustrated
  - Situada en el Nº71 en el PWI Tag Teams 100 en 2022.[26]
  - Situada en el Nº58 en el PWI Tag Teams 100 en 2023.[27][28]